# Памятник Андрею Сахарову (Санкт-Петербург)
Памятник Андрею Сахарову в Санкт-Петербурге находится на одноимённой площади на Васильевском острове, около Санкт-Петербургского государственного университета (Здания Двенадцати коллегий (центральное), «Студенческой столовой», Новобиржевого Гостиного двора (исторического и философского факультетов)) и Библиотеки Российской академии наук. Скульптура работы художника Л. К. Лазарева была установлена на гранитной глыбе-постаменте в ночь с 3 на 4 мая 2003 года, открытие состоялось 5 мая. На лицевой стороне валуна выбита надпись: «Академик А. Сахаров».
Андрей Сахаров был выдающимся учёным в области теоретической физики, одним из авторов советской технологии термоядерного оружия, но также вошёл в историю как диссидент и правозащитник. За свою гражданскую и общественную позицию он подвергался преследованиям и политическим репрессиям со стороны властей. За правозащитную деятельность в 1975 году ему была присвоена Нобелевская премия мира.
Памятник является редким примером гражданского монумента, не относящегося ни к дореволюционной, ни к советской России. Это также первый памятник Сахарову в России.

## Художественное решение. Символизм
В работе Л. К. Лазарева Сахаров представлен как импрессионистическая характерная сутулая S-образная фигура с гордо поднятой головой из позеленевшей бронзы, с нечёткими формами сырой глины. Статуя как бы парит в воздухе. Руки учёного заведены за спину и создают впечатления не то рук заключённого (изначально скульптор делал фигуру в смирительной рубашке), не то крыльев ангела. Художник хотел показать, что Сахаров — человек не «от мира сего, не физик-теоретик и не правозащитник, а Сократ, гонимый демосом, слабый физически, но твердый духом». Примечательно, что учёный в жизни действительно имел слабое здоровье, так, по воспоминаниям современников, ему подогревали не только кисель, но и селёдку, поскольку он не выносил ничего холодного. Постамент-валун памятника замысливался автором как «антипостамент», подчёркивающий альтернативность всего монумента.

## История создания
Первое предложение по созданию памятника Андрею Сахарову в Ленинграде было выдвинуто депутатами Ленсовета в начале 1990-х годов, вскоре после смерти учёного.
В мае 1996 года, в канун 75-летия со дня рождения Андрея Сахарова, по инициативе правозащитника и депутата Л. П. Романкова площадь перед Санкт-Петербургским государственным университетом получила его имя. В связи с этим событием на площади был проведён митинг, в котором приняли участие мэр города А. А. Собчак и учёный Д. С. Лихачёв, а на здании Библиотеки РАН была помещена информационная доска с надписью: «21 мая 1997 года на площади будет открыт памятник А. Д. Сахарову».
Конкурс на создание памятника был объявлен в июле того же года. Он стал совместным проектом «Санкт-Петербургского Сахаровского центра», Санкт-Петербургского Союза архитекторов и городского Законодательного собрания. Местом установки была выбрана ранее названная в честь учёного площадь. Сам конкурс прошёл в сентябре. По результатам конкурса первое место заняла работа Е. М. Рапопорта, второе — А. Д. Савинкова и М. Б. Кряжевой, третье — О. Б. Голынкина.
Проект Е. М. Рапопорта представлял собой «супрематический» амфитеатр-агору, площадку для дискуссий. В её центр был помещён гранитный куб, рассечённый «естественной трещиной», в которой находилась динамическая композиция из полированного металла, стекла и света. Эта композиция символизировала взорвавшийся изнутри тоталитаризм, а также была художественной метафорой обвинений учёного в «подрывной деятельности против советского строя» и его авторства в создании водородной бомбы. На боковых поверхностях куба помещались цитаты и тексты Андрея Сахарова. Памятник был обращён в сторону Менделеевской линии. Критики увидели в проекте отсылки к работам В. Е. Татлина, К. С. Малевича и концептуалистов 1980—1990-х годов, а также литературным произведениям, среди которых антиутопия Е. И. Замятина «Мы» (куб как символ тоталитаризма) и роман Ю. В. Трифонова «Нетерпение» (трещина как аллегория краха СССР).
Однако в итоге жюри конкурса резюмировало, что не может рекомендовать ни один проект к реализации, в том числе ввиду финансовых ограничений. В связи с этим было предложено провести новый конкурс, в том числе с привлечением иностранных художников. Он был проведён в 1997 году под руководством Д. С. Лихачёва. Однако после смены городского руководства этот проект уже не был интересен властям и инициатива постепенно угасла.
Работу над памятником Сахарову художник Л. К. Лазарев начал в 1998 году. В мае 1999 года в здании исторического факультета СПБГУ проходила выставка, на которой состоялась презентация полутораметровой гипсовой скульптуры, завершившаяся «примеркой» её на площади. Л. К. Лазарев заимствовал из проекта Е. М. Рапопорта идею создания вокруг памятника амфитеатра из гранитных валунов, создающих своеобразную композицию аудитории для дискуссий, а также ориентацию композиции на Менделеевскую линию. Однако сам Е. М. Рапопорт идею о сотрудничестве с ним как с архитектором будущего монумента отверг. Тогда на эту роль стал претендовать главный художник города И. Г. Уралов, предложивший выбить на камнях различные физические формулы, а также вариант моделей атомов, подвешенных в воздухе вокруг скульптуры. Но в итоге из-за скромных финансовых возможностей скульптор от этих идей отказался, И. Г. Уралов покинул проект, который остался без архитектора.
Проект Л. К. Лазарева нашёл поддержку у искусствоведа и художественного куратора И. Я. Кушнира. В результате 20 мая 2002 года было подписано распоряжение губернатора № 794-ра «Об установке в Санкт-Петербурге памятника академику А. Д. Сахарову». Финансирование проекта целиком пришлось на общественные пожертвования. Изначально планировалось установить скульптуру в том же году, однако этому помешали технические сложности. В итоге сроки были перенесены на май 2003 года, и само событие включили в программу празднования 300-летия Санкт-Петербурга. Однако в апреле, накануне установки, у инициативной группы неожиданно возник острый конфликт с руководством СПБГУ: главный инженер выступил против установки памятника на площади, аргументируя это тем, что он якобы «помешает традиционным линейкам, на которых первокурсники проходят посвящение в студенты». В дальнейшем проект не получил одобрения главного художника города И. Г. Уралова. В итоге инициативная группа самостоятельно в ночь с 3 на 4 мая установила памятник на уже смонтированный ранее постамент. И уже утром 4 мая СМИ распространили информацию о том, что в Санкт-Петербурге поставили памятник Сахарову. Кроме того, кто-то пустил слух, что на церемонию открытия собираются приехать два экс-президента — М. С. Горбачёв и Б. Н. Ельцин. В итоге согласование произошло постфактум.
Официальная церемония открытия памятника состоялась в полдень 5 мая 2003 года. На ней выступили писатель Д. А. Гранин, художник и правозащитник Ю. А. Рыбаков, депутат Г. А. Томчин, актёр О. В. Басилашвили.
Памятник получил много противоречивых отзывов. Например, Е. А. Игнатова обвинила скульптора в подмене пафоса пародией и гротеском, профессор М. Ю. Герман назвал памятник «великолепным», а искусствовед М. Н. Золотоносов — «значительным художественным достижением».
Создание памятника Андрею Сахарову в Санкт-Петербурге не согласовывалось с родственниками учёного. Известно, что вдова Сахарова диссидентка Е. Г. Боннэр активно выступала против какого-либо монумента своему мужу в современной России, считая такой жест лицемерием. По утверждению скульптора, лично ему она этого не высказывала, хотя знала про проект и считала его портрет достоверным.